# Тревожный вызов
«Трево́жный вы́зов» (англ. The Call, дословно — «Вызов») — американский криминально-психологический триллер 2013 года режиссёра Брэда Андерсона по сценарию Ричарда Д’Овидио. Главные роли исполнили Хэлли Берри и Эбигейл Бреслин. Сюжет повествует об операторе службы спасения 911, пытающейся помочь похищенной девушке, которую везут в неизвестном направлении.
Проект изначально предполагалось создать в формате телесериала, но позже Д’Овидио переделал сценарий под художественный фильм. Съёмки проходили с июля по август 2012 года в Калифорнии, причём большинство сцен снималось в городах Бербанк и Санта-Кларита.
Премьерный показ «Тревожного вызова» состоялся 26 февраля 2013 года в Майами-Бич на Женском международном кинофестивале, организованном в театре Regal South Beach. Он был выпущен в кинотеатрах США 15 марта 2013 года студией TriStar Pictures, в России — днём ранее. Фильм получил смешанные отзывы от кинокритиков, в то время как высоко были оценены актёрская игра Берри и саспенс на протяжении повествования. Кинолента имела умеренный коммерческий успех, собрав более 68 млн долларов при бюджете в 13 млн долларов.

## Сюжет
Джордан Тёрнер работает оператором в службе спасения 911. Ей поступает звонок от девочки Лии Темплтон, в дом которой проник неизвестный мужчина. Женщина советует девочке спрятаться на втором этаже дома, однако в процессе разговора связь прерывается, и Джордан перезванивает. Звонящий телефон выдаёт местонахождение Лии преступнику. Джордан пытается отговорить его от совершения преступления, на что злоумышленник отвечает: «Я уже сделал», и звонок разъединяется. Джордан шокирована произошедшим. На следующий день в новостях сообщают, что Лия найдена мёртвой. Джордан говорит своему бойфренду, полицейскому Полу Филлипсу, что она больше не может оставаться в должности оператора.
Спустя полгода Джордан продолжает работу в 911 как преподаватель-консультант. Однажды она инструктирует новичков и проводит для них экскурсию по офису. В это же время некий мужчина похищает подростка Кейси Уэлсон на стоянке торгового центра после её встречи с подругой. Он отбирает у неё мобильник, но у Кейси был с собой ещё один, который преступник не заметил. Одна из операторов принимает звонок от Кейси, но не справляется с ним, и оказавшаяся рядом Джордан берёт его на себя. Однако она не может определить местоположение Кейси, поскольку та пользуется одноразовым телефоном.
Джордан просит Кейси охарактеризовать похитителя и цвет автомобиля. Затем по её указаниям Кейси выбивает с внутренней стороны багажника фару и высовывает наружу руку. Едущая сзади женщина видит руку Кейси, звонит 911 и называет номерной знак машины, но когда пытается описать мужчину, тот замечает её и резко сворачивает с магистрали. Джордан выясняет, что данная машина оказывается угнанной. Увидев в багажнике банки с краской, Кейси оставляет на асфальте следы, на которые обращает внимание водитель Алан Денадо. Он говорит об этом похитителю, и тот быстро съезжает с шоссе. Открыв багажник, он угрожает Кейси и собирается усыпить её. Неожиданно рядом появляется Алан, который набирает 911, заподозрив неладное. Однако злоумышленник избивает Алана лопатой до потери сознания и запихивает в багажник его же машины вместе с Кейси. Через некоторое время Алан приходит в себя и начинает паниковать. Похититель останавливается и убивает его отвёрткой. Из-за не до конца заправленной машины преступник заезжает на заправку. Воспользовавшись моментом, Кейси пробирается в салон и привлекает внимание заправщика. Тот пытается открыть дверь автомобиля, но похититель обливает мужчину бензином и поджигает.
По отпечаткам пальцев, оставленных на месте улик, Джордан и полиция выясняют, что подозреваемого зовут Майкл Фостер. Пол и другие офицеры совершают набег на дом Майкла, находя там только его жену и детей. В его комнате они обнаруживают подобие алтаря с фотографиями юной светловолосой девушки. Пол отмечает её сходство с Кейси. На другой фотографии он видит загородный коттедж, в котором Майкл жил с родителями. В это время Майкл подъезжает к этому дому. Он забирает у Кейси телефон и слышит в нём голос Джордан, которая сообщает ему о раскрытии его личности и преступлений, предлагает сдасться и не причинять вреда девочке. Майкл говорит: «Я уже сделал», и обрывает звонок. Джордан с ужасом понимает, что Майкл — убийца Лии Темплтон. Полиция обыскивает его загородный коттедж, но не находит никаких улик. 
Тем временем Майкл привозит Кейси на инвалидном кресле в лабораторию, раздевает её и начинает обрезать волосы. Кейси удаётся освободиться и убежать, но недалеко — она оказывается в комнате, где видит нечто шокирующее. Майкл хватает её и утаскивает обратно. Джордан решает спасти Кейси и едет в коттедж. В сарае она находит старые фотографии и узнаёт, что блондинка, в честь которой у Майкла дома сооружён алтарь — его старшая сестра, которая болела лейкемией и умерла, пройдя химиотерапию и лишившись волос. Выйдя из сарая, Джордан идёт на источник звука, который она слышала ранее в записи телефонного разговора, и обнаруживает флагшток. Рядом с ним Джордан замечает разбитый телефон Кейси и подвал. Открыв его, она случайно роняет свой мобильник в люк и спускается за ним по лестнице.
Джордан слышит голос Кейси, однако едва не попадается на глаза Майклу. Она прячется в комнате, куда забегала Кейси. Глядя сквозь щель шкафа, Джордан видит голову манекена в парике на столике и окровавленную постель. В комнату входит Майкл, который срывает с манекена парик, оказывающийся скальпом, и нюхает его. Джордан понимает, что Майкл испытывал кровосмесительные чувства к сестре и не смог перенести её смерть, из-за чего с годами сошёл с ума и начал похищать похожих девушек, которых затем убивал в надежде найти скальп с такими же волосами. Вернувшись к Кейси, он начинает срезать кожу с её головы, когда в последний момент его атакует Джордан. После непродолжительной схватки женщинам удаётся выбраться из подвала. Майкл пытается остановить их, но они сталкивают его вниз, и он теряет сознание. 
Очнувшись, Майкл обнаруживает себя прикованным цепями к креслу в своей лаборатории. Он узнаёт в Джордан оператора 911 и спрашивает, когда приедет полиция. В ответ Кейси сообщает, что полиции не будет: она якобы сумела сбежать, Джордан нашла её в лесу, а Майкл Фостер просто исчез для всех в неизвестном направлении. Когда они уходят, Майкл умоляет Джордан не поступать так с ним, на что она отвечает его словами: «Я уже сделала», и запирает дверь лаборатории.

## В ролях
| Актёр           | Роль                |
| --------------- | ------------------- |
| Хэлли Берри     | Джордан Тёрнер      |
| Эбигейл Бреслин | Кейси Уэлсон        |
| Моррис Честнат  | офицер Пол Филлипс  |
| Майкл Эклунд    | Майкл Фостер        |
| Дэвид Отунга    | офицер Джейк Деванс |
| Майкл Империоли | Алан Денадо         |
| Жустина Мачадо  | Рэйчел              |
| Хосе Суньига    | Марко               |
| Рома Маффиа     | Мэдди               |
| Дениз Дауз      | Флора               |

## Производство

### Разработка идеи

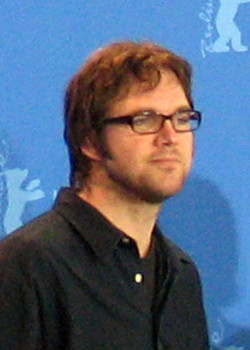
Брэд Андерсон, режиссёр фильма

Первые планы о создании проекта, посвящённого службе 911, появились у сценариста Ричарда Д’Овидио, когда его жена Николь случайно услышала по National Public Radio рассказ оператора о своей профессии. Сценарист вспоминал: «Я подумал: „Это тот мир, который мы никогда раньше не видели в кино“. Вы никогда не увидите другую сторону происходящего. В новостном сегменте воспроизводили несколько реальных звонков, и во время их прослушивания у меня по спине пробежал холодок, как только я представил, что происходит на другом конце провода, и я подумал, что этот огромный мир можно было бы обыграть». Перед написанием первого черновика сценария Д’Овидио посетил Лос-Анджелесский столичный диспетчерский центр связи, в котором он обнаружил «резервные генераторы, пуленепробиваемые окна и ров вокруг здания». Увиденное настолько впечатлило сценариста, что он решил рассказать о, по его мнению, недостаточно освещённой профессии.
Первоначально проект задумывался в виде телесериала под названием «Улей» (англ. The Hive), что является отсылкой на постоянные звонки и разговоры, по звучанию схожие с жужжанием пчёл. Однако позже Д’Овидио решил создать фильм, посчитав, что «операторы не будут выбивать двери и работать в полевых условиях» всё время. Таким образом, концепция пилотного эпизода была расширена и переделана в фильм. При написании сценария Д’Овидио решил сосредоточиться на двух персонажах — операторе и звонящем, поскольку он опасался, что история только об одном из них казалась бы «очень повторяющейся». В связи с этим Д’Овидио менял направление сценария на каждой десятой странице.
В апреле 2011 года стало известно, что компания Troika Pictures приступила к разработке фильма с готовым сценарием Д’Овидио. Тогда же режиссёром был назначен Джоэл Шумахер. В начале января 2012 года Шумахер выбыл из проекта, и на его место был приглашён Брэд Андерсон. Режиссёру понравился сценарий, в котором есть «сильные, правдоподобные женские персонажи» и «умная, очень мрачная и жуткая история, которая определённо найдёт отклик у большой аудитории». В июне 2012 года WWE Studios присоединилась к Troika Pictures для совместного производства и финансирования фильма.

### Кастинг
По сюжету фильма оператор 911 Джордан Тёрнер находится в «улье», прежде чем начинает активно участвовать в спасении похищенной Кейси Уэлсон. На главные роли Д’Овидио, как и Андерсон, искал «сильных женщин»; по мнению сценариста, «это кажется разумным, так как большинство операторов 911 являются женщинами». 
15 марта 2012 года Хэлли Берри получила главную роль в фильме. Изначально актриса вошла в проект годом ранее и затем выбыла из-за плотного графика, однако в итоге вернулась после смены режиссёра и даты съёмок. Она заметила: «Мне нравится идея участвовать в фильме, расширяющего возможности женщин. Мы не часто играем роли обычных людей, которые становятся героями и делают что-то необычное». Готовясь к съёмкам, Берри посещала колл-центр и наблюдала за работой операторов. В марте 2013 года актриса на вопрос о том, как она вживалась в роль, ответила: «При исследовании вы получаете совсем другую точку зрения… Вы не знаете, каково это — быть полицейским, даже если смотрели фильмы о них. Но никто никогда не видел центр 911. Я думала, что они где-то прячутся! Интересно было увидеть, кто они, как справляются и насколько испытывают стресс. Я была поражена, наблюдая за ними. Настолько круто они выглядели, занимаясь своим делом. Я подумала: „Я никогда не смогла бы здесь работать“».
21 марта 2012 года к фильму присоединилась Эбигейл Бреслин. О выборе актрисы для воплощения героини Кейси Уэлсон, жертвы преступника, Андерсон сказал следующее: «Эбигейл всегда замечательно играет уязвимых персонажей, поэтому мне очень повезло, что взял её на эту роль».
В июле 2012 года в актёрский состав были добавлены Дэвид Отунга, Жустина Мачадо, Майкл Империоли и Майкл Эклунд. По словам Эклунда, для создания образа Майкла Фостера он взял за основу двух серийных убийц Ричарда Коттингема и Андрея Чикатило. В августе 2012 года Моррис Честнат был назначен на роль Пола Филлипса, полицейского и возлюбленного главной героини. При подготовке к съёмкам Честнат изучал профессию офицера, совершая поездки с полицейскими Лос-Анджелеса в патрульной машине.
В процессе создания фильма Д’Овидио советовался как со своей женой Николь и соавтором Джоном Бокенкампом, так и с Берри, Бреслин и Эклундом. По словам сценариста, он «считал важным прислушаться» к «отличным предложениям» актёров, что помогало съёмочной команде работать сообща.

### Съёмки
Первоначально съёмки были намечены на июнь 2011 года в Канаде после того, как создатели не смогли получить налоговый кредит в Калифорнии, необходимый для финансирования фильма. Команда поселилась в Оттаве, где Брэд Андерсон в то время заканчивал другой проект. Однако в марте 2012 года Калифорнийская кинокомиссия оповестила съёмочную группу, что в списке ожидания наступила их очередь и они могут рассчитывать на налоговый вычет в размере 1,9 млн долларов. Таким образом, комиссия предоставила коллективу локации для съёмок проекта. Сообщалось, что Берри была удовлетворена этой новостью, поскольку она не хотела выезжать из США.
Съёмки начались в июле 2012 года в Калифорнии и длились 25 дней — до августа. Команде было предоставлено переделанное под колл-центр офисное здание в Уэстлейке-Виллидж. В этом же городе проходили работы над сценами с запертой в багажнике автомобиля героиней Уэлсон. Кадры с погоней снимались в Лонг-Бич. Другие места съёмок включали в себя торговый центр «Бербанк» на бульваре Магнолия в одноимённом городе, Санта-Клариту и 170-е шоссе. 18 июля 2012 года съёмочный процесс ненадолго приостановили из-за падения Берри головой на бетонное покрытие днём ранее, вследствие чего она была госпитализирована. Официальный представитель актрисы пояснил, что она получила незначительную травму головы и была доставлена в больницу «в качестве меры предосторожности». После обследования её выписали в тот же день.
Фильм снимался камерами Arri Alexa и Silicon Imaging 2K, первая из которых применялась для работ над общими сценами, а вторая — в кадрах с более крупными планами лиц актёров. По словам специалиста по колоризации кино Дуга Делани, ракурсы SI-2K позволяли «передать ощущение клаустрофобии» во время эпизодов с Эбигейл Бреслин в багажнике автомобиля. Оператор Том Яцко перемещался в ограниченном пространстве для получения «очень интимных и динамичных» сцен. Согласно другим источникам, для съёмок с близких ракурсов использовалась камера Phantom Flex. 
В интервью газете South Florida Times Берри вспоминала о съёмках фильма: «Мне было трудно пытаться оставаться на связи с Филлипсом и Уэлсон». Как писало издание, «ей пришлось потратить целый день на чтение 21 страницы диалога, в процессе которого она проговаривала с быстрой скоростью жаргон операторов 911, впоследствии сокращённый и отредактированный для вписывания в фильм… В условиях фильма это означало, что Берри играла в течение 21 минуты подряд без перерывов, что нелёгкий подвиг для любого актёра». Актриса рассказывала, что, хотя ей понравилось работать с Честнатом, из-за нечастой возможности видеть коллег по съёмочной площадке она испытывала трудности: «Это было для меня постоянным вызовом: оставаться на таком эмоциональном уровне (как Джордан), чтобы я могла бы быть вровень c ними [то есть с Кейси и офицером Филлипсом]. Я задействовала чувство разочарования и зацикленность, чтобы подпитывать моего персонажа».

### Визуальные эффекты
Визуальными эффектами занималась компания ArsenalFX. Она обработала более 100 кадров для фильма с использованием различных эффектов, в том числе цифрового композитинга, трёхмерной графики, хромакея и других.
Для создания убедительной атмосферы внутри колл-центра компания сотрудничала с художником-постановщиком Франко-Джакомо Карбоне. Большой экран колл-центра на уровне второго этажа был полностью зелёным, и на этапе постпродакшна на него накладывались изображения с событиями сюжета. ArsenalFX также трудилась над практическими эффектами в насильственных сценах, применив искусственную кровь и показав физические повреждения персонажей с максимальной реалистичностью.

### Музыка

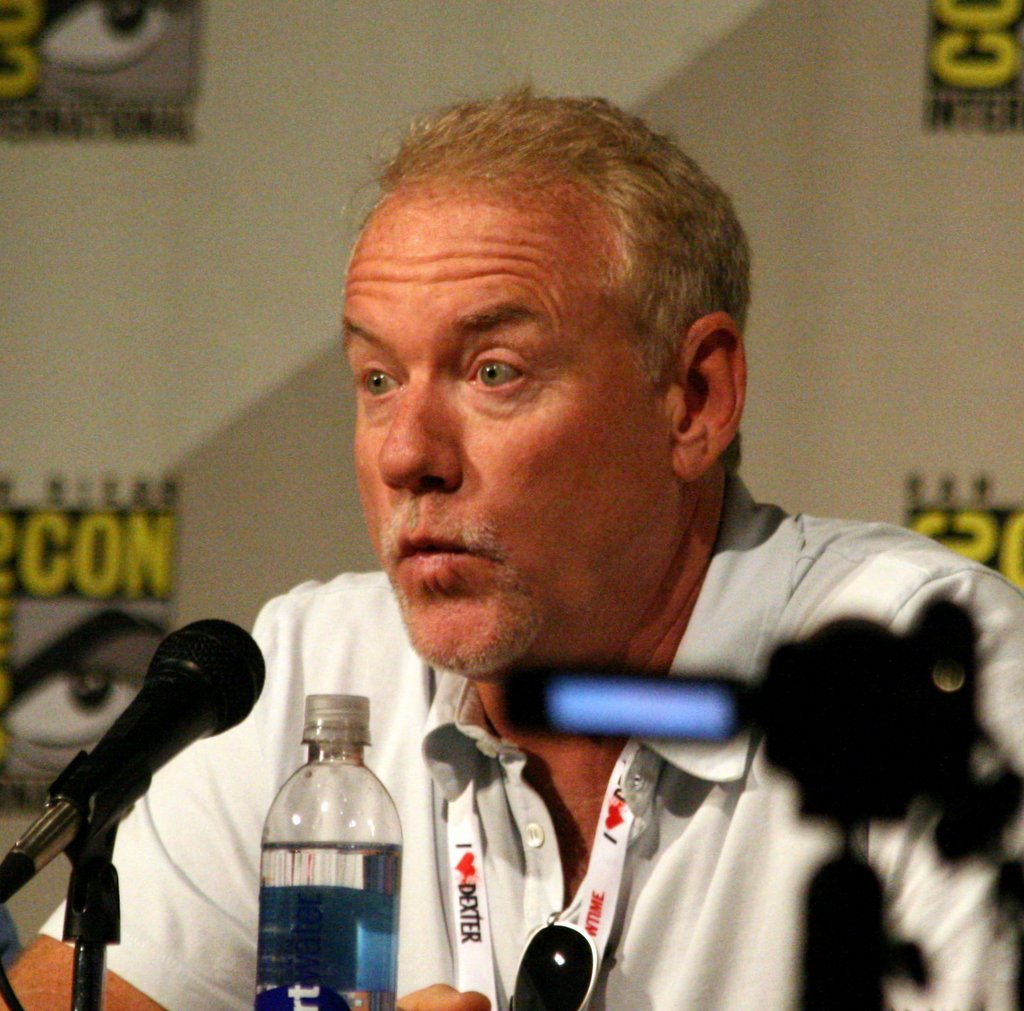
Джон Дебни, композитор фильма

Саундтрек к фильму написал Джон Дебни. В партитуре представлена смесь различных звуковых текстур, от мощного индастриал-техно до спокойного фортепиано со струнными инструментами. По мнению редактора The Credits Брайана Абрамса, композитор «рассказывает историю, параллельную сценарию: ужасное беспокойство, вызванное прошлой травмой Джордан из-за убийцы-садиста, отражается в медленно нарастающем звуковом оформлении». Дебни называл получившийся результат «„Молчанием ягнят“, умноженном на десять».
Альбом был выпущен на CD и в цифровом виде 12 марта 2013 года лейблом Lakeshore Records.
| №                   | Название                      | Длительность |
| ------------------- | ----------------------------- | ------------ |
| 1.                  | «Main Title»                  | 4:43         |
| 2.                  | «Intruder»                    | 3:41         |
| 3.                  | «Leah is Killed»              | 1:04         |
| 4.                  | «Leah's Body Uncovered»       | 2:01         |
| 5.                  | «Tour of the Hive»            | 2:10         |
| 6.                  | «Freeway Chase»               | 9:26         |
| 7.                  | «Casey Calls Jordan»          | 2:21         |
| 8.                  | «Michael Drives»              | 1:47         |
| 9.                  | «Shovel Kill»                 | 2:35         |
| 10.                 | «He Switched Cars»            | 1:17         |
| 11.                 | «The Gas Station»             | 4:22         |
| 12.                 | «Message to Mom»              | 3:41         |
| 13.                 | «Don't Hurt That Little Girl» | 1:56         |
| 14.                 | «Finding The Hiding Hole»     | 2:55         |
| 15.                 | «Assault On The Cabin»        | 1:08         |
| 16.                 | «Casey Sees Too Much»         | 0:57         |
| 17.                 | «Jordan Drives»               | 1:02         |
| 18.                 | «The Cabin»                   | 1:48         |
| 19.                 | «Jordan Finds the Room»       | 5:05         |
| 20.                 | «A Gentle Scalping»           | 2:34         |
| 21.                 | «Drowning Jordan»             | 1:51         |
| 22.                 | «It's Already Done»           | 3:35         |
| Общая длительность: | Общая длительность:           | 61:59        |

## Релиз

### Выпуск и маркетинг
Распространением фильма в США занялась Sony Pictures Worldwide Acquisitions через свою компанию TriStar Pictures. В ноябре 2012 года Sony объявила о выпуске киноленты в прокат после положительной оценки публики на тестовом показе. 2 января 2013 года проект получил название «Вызов». 11 января 2013 года был опубликован первый трейлер фильма, а 21 февраля — второй ролик. 
Мировая премьера фильма состоялась 26 февраля 2013 года в Майами-Бич на Женском международном кинофестивале, организованном в театре Regal South Beach. На мероприятии присутствовали Моррис Честнат и Хэлли Берри. Честнат сообщил аудитории, что подписал бы контракт на сиквел, сказав о Берри: «Я ещё не нацеловался с этой женщиной!» Актриса в свою очередь добавила, что счастлива тем, каким получился триллер. Она отметила: «Даже мне было страшно в этом фильме». Два дня спустя Берри и Честнат посетили предварительный показ фильма в Чикаго, сопровождавшийся красной ковровой дорожкой в кинотеатре ShowPlace ICON. 
Фильм был выпущен в кинотеатрах США 15 марта 2013 года, в России — днём ранее под названием «Тревожный вызов». Весной этого же года Берри прилетела в Рио-де-Жанейро на пресс-конференцию фильма, выпуск которого в Бразилии состоялся 12 апреля.

### Издания
Фильм вышел на DVD-носителях и Blu-ray 25 июня 2013 года. В DVD-комплект был включён короткометражный документальный фильм под названием «Экстренная процедура: создание фильма» c комментариями Эбигейл Бреслин, Хэлли Берри и создателей. Версия Blu-ray содержала удалённые сцены, альтернативный финал, прослушивание Майкла Эклунда, короткометражки «Экскурсия по Улью и Логову» и «Внутри трюков», а также оригинальный DVD-контент.
10 апреля 2022 года, спустя девять лет после выпуска, «Тревожный вызов» был добавлен на стриминговую платформу Netflix. На момент релиза фильм стал самым просматриваемым на сервисе, заняв первое место. Хэлли Берри отреагировала на популярность киноленты, в шутку обратившись к аудитории в «Твиттере»: «С вами всё в порядке?», в то время как Майкл Эклунд там же написал, что он «рад, что вам всем это по-прежнему нравится».

## Приём

### Кассовые сборы
«Тревожный вызов» собрал 51,9 млн долларов в Северной Америке и 16,7 млн долларов на других территориях. Общие сборы фильма составили 68,6 млн долларов при бюджете в 13 млн долларов.
По прогнозам Boxoffice, «Тревожный вызов» должен был заработать около 10–12 млн долларов в первые выходные в 2507 кинотеатрах. Однако результат превзошёл ожидания, и за три дня фильм собрал 17,1 млн долларов. При бюджете фильма в 13 млн долларов студия TriStar Pictures заплатила гораздо меньшую сумму, чтобы получить права на распространение в США. «Тревожный вызов» является самым коммерчески успешным фильмом компании WWE Studios.
Успех фильма вызвал удивление со стороны критиков, потому что «у Берри не было хита в течение нескольких лет». Помимо этого, выставленный триллеру рейтинг R значительно сокращал аудиторию. Глава WWE Studios Майкл Луизи заявил, что фильм «превысил наши самые оптимистичные прогнозы».

### Оценки
Фильм получил смешанные отзывы от кинокритиков. На сайте Rotten Tomatoes его рейтинг составляет 45 % на основе 132 рецензий со средней оценкой 5,2/10. Сайт Metacritic оценил фильм в 51 балл из 100 на основе 23 рецензий критиков. Аудитория, опрошенная сайтом CinemaScore, дала фильму оценку B+ по шкале от A+ до F.
Кларк Коллис из Entertainment Weekly дал фильму оценку B, описав сюжет как «неожиданно хороший и на удивление ужасающе забавный». Он также отметил игру ведущих актёров: «Эклунд выкладывается по максимуму, играя маньяка, а Бреслин — жертва, которой сочувствуешь». Манола Даргис из The New York Times назвала фильм «образцом малобюджетного кинопроизводства» и сравнила его с триллером Стивена Содерберга «Заражение». Она заметила, что Джордан в исполнении Берри является «традиционной героиней во многих отношениях», а также обратила внимание на приёмы, задействованные режиссёром: «Г-н Андерсон применяет старые добрые методы кинопроизводства, такие как перекрёстный монтаж для построения напряжённости, и использует трюки старой школы, такие как эксплуатация зла, чтобы оправдать мрачность истории, а затем её пессимистичность и безумие».
Рецензент The Hutchinson News Джейк Койл оставил неоднозначный отзыв, сочтя фильм «рудиментарным, почти старомодным 90-минутным побегом, которому удаётся реализовать свои скромные амбиции». По его мнению, триллер может держать в напряжении, но только до момента, когда «действие сворачивает с дороги». Тем не менее, Койл положительно отозвался об игре Берри, заявив, что благодаря ей «обеспечивается равномерный ход фильма». Роджер Мур из The Seattle Times смешанно оценил фильм; критик признал, что Брэду Андерсону удалось снять «настоящий боевой триллер», однако впоследствии он становится менее захватывающим, как только «героиня кладёт трубку и намеревается провести некоторое своё собственное расследование». Шери Линден из The Los Angeles Times, посчитав, что Берри «заслуживает лучших ролей», о самом фильме отметила, что он на протяжении повествования «делает технический уклон в схему „дева в беде“». Она также писала: «Какое-то время всё идёт своим чередом, многообещающие сюжетные нововведения приостанавливают неверие, прежде чем предсказуемая неправдоподобность, чрезмерная доблесть и сомнительные ухищрения берут верх, и черта перестаёт работать».
Валерия Жарова из газеты «Собеседник» посчитала, что фильм держит в напряжении, несмотря на то, что для своего жанра он не преподносит ничего нового. Журналистка также подметила, что в фильме «всё исполнено на уровне, но не выше». Борис Хохлов из IGN описывал фильм как «не во всём логичный, а местами так просто дырявый, но динамичный и хорошо сыгранный триллер». Станислав Ростоцкий из «Известий» отрицательно оценил кинокартину, раскритиковав длинный сюжет и «возмутительную» игру актёров; по его мнению, при просмотре возникало «весьма дискомфортное и совершенно не забавляющее ощущение разливающейся по экрану глупости персонажей, которую не спишешь ни на экстремальную ситуацию, ни на жанровые условности».

### Темы и анализ
Кэрри Рут Мур из Daily Trojan описывала «Тревожный вызов» как «жонглирование темами вины и ответственности». Фильм исследует чувства жертвы перед смертью и дальнейшую жизнь спасателя после непоправимых последствий. По словам Мур, кинолента выстроена таким образом, чтобы зрители привязались к «очаровательным» персонажам, в то же время заставляя аудиторию задаваться вопросом, переживут ли герои череду ужасных событий при уменьшающихся шансах на благоприятный исход. Она также обратила внимание на финал, который «бросает вызов» зрителям, явно ожидавших совсем другую концовку.
Некоторые критики отметили связь «Тревожного вызова» с фильмом «Молчание ягнят» по уровню насилия над молодыми женщинами, образу отрицательного персонажа и кульминации. Другие киноленты, по мнению рецензентов, имеющие определённые схожие элементы с фильмом, являются «Сотовый» и «Психо».

## Награды и номинации
| Награда                            | Год  | Категория                                      | Номинанты    | Результат | Пр.    |
| ---------------------------------- | ---- | ---------------------------------------------- | ------------ | --------- | ------ |
| Acapulco Black Film Festival       | 2014 | Лучшая женская роль                            | Хэлли Берри  | Номинация | [ 65 ] |
| BET Awards                         | 2013 | Лучшая женская роль                            | Хэлли Берри  | Номинация | [ 66 ] |
| Black Reel Awards                  | 2014 | Лучшая женская роль                            | Хэлли Берри  | Номинация | [ 67 ] |
| Золотая малина                     | 2014 | Худшая женская роль (также за фильм «Муви 43») | Хэлли Берри  | Номинация | [ 68 ] |
| Золотой трейлер                    | 2013 | Лучший триллер                                 |              | Номинация | [ 69 ] |
| Лео                                | 2014 | Лучшая мужская роль второго плана              | Майкл Эклунд | Победа    | [ 70 ] |
| NAACP Image Awards                 | 2014 | Лучшая женская роль                            | Хэлли Берри  | Номинация | [ 71 ] |
| People’s Choice Awards             | 2014 | Любимый триллер                                |              | Номинация | [ 72 ] |
| Rondo Hatton Classic Horror Awards | 2013 | Лучший фильм                                   |              | Номинация | [ 73 ] |
| Сатурн                             | 2014 | Лучший триллер                                 |              | Номинация | [ 74 ] |
| Сатурн                             | 2014 | Лучшая женская роль                            | Хэлли Берри  | Номинация | [ 74 ] |
| Teen Choice Awards                 | 2013 | Выбор фильма: Драматическая актриса            | Хэлли Берри  | Номинация | [ 75 ] |